# David Stakston
David Stakston (nato David Alexander Sjøholt; Raleigh, 22 novembre 1999) è un attore norvegese.
È noto soprattutto per il ruolo di Magnus Fossbakken nel dramma per adolescenti norvegese Skam e per il ruolo di Magne Seier nella serie drammatica di Netflix: Ragnarok.

## Biografia
Stakston è nato il 22 novembre 1999 a Raleigh, North Carolina, USA, ed è cresciuto sia in Florida che ad Oslo, Norvegia.
Nel 2015 Stakston ha recitato come uno dei personaggi principali della webserie drammatica norvegese Skam. Negli anni successivi ha fatto alcune apparizioni più brevi alla televisione norvegese. Dal 2020, interpreta Magne Seier, il personaggio principale della serie drammatica norvegese di Netflix Ragnarok.

## Filmografia

### Cortometraggi
- Vill Ni Åka Mere – cortometraggio (2018)

### Televisione
- Skam – webserie, 19 episodi (2015-2017)
- Ragnarok – serie TV (2020-2023)